# Unione Sportiva Crotone 1971-1972
Questa pagina raccoglie le informazioni riguardanti l'Unione Sportiva Crotone nelle competizioni ufficiali della stagione 1971-1972.

## Rosa
| N. |                   | Ruolo | Calciatore           |
| -- | ----------------- | ----- | -------------------- |
|    | Italia (bandiera) | D     | Albino Barbuto       |
|    | Italia (bandiera) | C     | Emilio Barone        |
|    | Italia (bandiera) | C     | Paolo Bassi          |
|    | Italia (bandiera) | A     | Alberto Berti        |
|    | Italia (bandiera) | D     | Roberto Capiotto     |
|    | Italia (bandiera) | A     | Giuseppe Cavallaro   |
|    | Italia (bandiera) | D     | Franco Corigliano    |
|    | Italia (bandiera) | A     | Vincenzo Damiano     |
|    | Italia (bandiera) | A     | Roberto Della Pietra |
|    | Italia (bandiera) | D     | Antonino Fiorile     |

| N. |                   | Ruolo | Calciatore          |
| -- | ----------------- | ----- | ------------------- |
|    | Italia (bandiera) | C     | Rolando Gramoglia   |
|    | Italia (bandiera) | C     | Pietro Manfredini   |
|    | Italia (bandiera) | A     | Gaetano Montenegro  |
|    | Italia (bandiera) | P     | Elio Romeo          |
|    | Italia (bandiera) | D     | Michele Salvato     |
|    | Italia (bandiera) | D     | Luigi Sanzone       |
|    | Italia (bandiera) | D     | Franco Squarcialupi |
|    | Italia (bandiera) | A     | Domenico Taverniti  |
|    | Italia (bandiera) | P     | Doriano Vannoni     |
|    | Italia (bandiera) | C     | Piernicola Virgili  |